# Lopait
Lopait is een bestuurslaag in het regentschap Semarang van de provincie Midden-Java, Indonesië. Lopait telt 4499 inwoners (volkstelling 2010).